# 戴大賓
戴大賓（1488年—1509年），字寅仲，福建莆田人。明朝政治人物，探花及第。

## 生平
弘治十四年（1501年）辛酉科福建鄉試第三名舉人，正德三年（1508年）會試第二名，殿試第三名探花，授翰林院編修。
正德四年（1509），戴大賓接到家書，得悉慈母病逝，於是告假返家奔喪，在歸途中病逝，斯時二十一歲。

## 軼事
大賓曾在湄洲天后宮「神昭殿」題寫「齊齊齊齊齊齊齊齊齊齊戒，朝朝朝朝朝朝朝朝朝朝音」對聯，頗為趣味，其中的 第三、第六、第八、第十字的「齊」與「朝」字，分別讀為「齋」和「潮」，即「齋戒」、「潮音」之意。
」。
傳聞大閹璫劉瑾有一侄女甚美，大賓亦少年俊朗，得探花後，劉瑾欲嫁侄女與之，大賓不欲做奸臣之侄女婿故婉言謝絕，劉瑾自此對大賓懷恨於心並欲以加害。。

## 评价
大賓雖英年早逝，但他的才華能與三國的曹子建並駕齊驅。至今在莆陽還流傳著這樣的佳句：“戴大賓一時無對，曹子建七步成章；甘羅十二為宰相，大賓十九中探花。”

## 家族
曾祖戴廷榮。祖戴宗坚。父戴章。母黄氏，继母沈氏。具庆下，兄本深、本澄、本渊。